# Bedouin Soundclash
Bedouin Soundclash er et Reggae-band fra Canada.
| Musikgruppe | Spire Denne artikel om en musikgruppe er en spire som bør udbygges. Du er velkommen til at hjælpe Wikipedia ved at udvide den. |